# Prison en Europe
Le Conseil de l'Europe, en collaboration avec l'antenne de criminologie de l'université de Lausanne, publie chaque année un rapport sur les prisons européennes : le SPACE, statistique pénale du Conseil de l'Europe. Ainsi les 47 pays du Conseil de l'Europe doivent répondre à un questionnaire sur l'état des populations pénitentiaires, sur les entrées et sorties en détention et sur le personnel pénitentiaire.
En 2006, les quarante-six États membres du Conseil de l'Europe avaient cinquante administrations pénitentiaires sous leur contrôle et tous sauf un ont répondu à l'enquête 2006. L'exception est la Bosnie-Herzégovine : en raison de sa double administration, les données y ont été publiées séparément. Pour des raisons administratives, il n'y avait pas de données disponibles pour les régions suivantes : partie nord de Chypre, Kosovo, Transnistrie, Abkhazie, Ossétie du Sud et Nagorno-Karabakh. Le Monténégro étant devenu le 47e État membre du Conseil de l'Europe le 11 mai 2007, les données pour ce pays n'ont pas été incluses dans cette édition annuelle de l'enquête. Tandis que pour le Liechtenstein et la République de Saint-Marin ont des accords, pour le transfert des condamnés à une certaine durée de peine, avec l'Autriche pour l'un et l'Italie pour l'autre.
Ce rapport n'ayant qu'une valeur statistique, les comparaisons inter-États sont à prendre avec précaution.

## Situation des établissements pénitentiaires au1erseptembre 2006
| Pays                               | Population 2006 (milliers) estimation | Nombre total de détenus (y compris les prévenus) | Taux de détention p. 100 000 habitants | Capacité totale des établissements pénitentiaires | Densité carcérale p. 100 places |
| ---------------------------------- | ------------------------------------- | ------------------------------------------------ | -------------------------------------- | ------------------------------------------------- | ------------------------------- |
| Albanie                            | 3172,2                                | 3884                                             | 122,4                                  | 3341                                              | 116,3                           |
| Allemagne                          | 82640,9                               | 79146                                            | 95,8                                   | 80183                                             | 98,7                            |
| Andorre                            | 74,2                                  | 30                                               | 40,4                                   | 124                                               | 24,2                            |
| Arménie                            | 3009,5                                | 5682                                             | 188,8                                  | 4058                                              | 140,0                           |
| Autriche                           | 8327,4                                | 8780                                             | 105,4                                  | 8491                                              | 103,4                           |
| Azerbaïdjan                        | 8406,0                                | 17809                                            | 211,9                                  | 22470                                             | 79,3                            |
| Belgique                           | 10430,3                               | 9971                                             | 95,6                                   | 8457                                              | 117,9                           |
| Bosnie-Herzégovine (niv. national) | 2325,0                                | 18                                               |                                        | 20                                                | (90,0)                          |
| BH : Republika Srpska              | 1477,0                                | 952                                              | 64,5                                   | 1085                                              | 87,7                            |
| Bulgarie                           | 7692,5                                | 12218                                            | 158,8                                  | 10566                                             | 115,6                           |
| Croatie                            | 4556,0                                | 3833                                             | 84,1                                   | 3159                                              | 121,3                           |
| Chypre (république de)             | 845,6                                 | 599                                              | 70,8                                   | 550                                               | 108,9                           |
| Danemark                           | 5430,0                                | 3759                                             | 69,2                                   | 4104                                              | 91,6                            |
| Espagne                            | 43886,8                               | 64120                                            | 146,1                                  | 45811                                             | 140,0                           |
| Estonie                            | 1340,0                                | 4310                                             | 321,6                                  | 4472                                              | 96,4                            |
| Finlande                           | 5261,2                                | 3714                                             | 70,6                                   | 3519                                              | 105,5                           |
| France                             | 63195,0                               | 57876                                            | 91,6                                   | 50419                                             | 114,8                           |
| Géorgie                            | 4433,0                                | 13419                                            | 302,7                                  | 11402                                             | 117,7                           |
| Grèce                              | 11122,5                               | 10113                                            | 90,9                                   | 6019                                              | 168,0                           |
| Hongrie                            | 10058,4                               | 15591                                            | 155,0                                  | 11378                                             | 137,0                           |
| Islande                            | 298,4                                 | 119                                              | 39,9                                   | 137                                               | 86,9                            |
| Irlande                            | 4221,2                                | 3135                                             | 74,3                                   | 3426                                              | 91,5                            |
| Italie                             | 58778,8                               | 38309                                            | 65,2                                   | 43233                                             | 88,6                            |
| Lettonie                           | 2289,1                                | 6531                                             | 285,3                                  | 9166                                              | 71,3                            |
| Liechtenstein                      | 34,9                                  | 10                                               | (28,6)                                 | 22                                                | (45,5)                          |
| Lituanie                           | 3408,1                                | 8078                                             | 237,0                                  | 9574                                              | 84,4                            |
| Luxembourg                         | 461,4                                 | 755                                              | 163,6                                  | 781                                               | 96,7                            |
| Macédoine                          | 2036,4                                | 2038                                             | 100,1                                  | 2005                                              | 101,6                           |
| Malte                              | 404,7                                 | 343                                              | 84,7                                   | 444                                               | 77,3                            |
| Moldavie                           | 3832,7                                | 8817                                             | 230,0                                  | 10570                                             | 83,4                            |
| Monaco                             | 32,6                                  | 37                                               | 113,5                                  | 83                                                | 44,6                            |
| Norvège                            | 4668,7                                | 3164                                             | 67,8                                   | 3330                                              | 95,0                            |
| Pays-Bas                           | 16379,0                               | 20463                                            | 124,9                                  | 22000                                             | 93,0                            |
| Pologne                            | 38140,1                               | 88647                                            | 229,9                                  | 75550                                             | 117,3                           |
| Portugal                           | 10578,7                               | 12636                                            | 119,4                                  | 12115                                             | 104,3                           |
| Roumanie                           | 21531,7                               | 35910                                            | 166,8                                  | 37947                                             | 94,6                            |
| Fédération de Russie               | 143221,3                              | 871609                                           | 608,6                                  | 955421                                            | 91,2                            |
| Saint-Marin                        | 30,6                                  | 1                                                | (3,3)                                  | 8                                                 | (12,5)                          |
| Serbie                             | 7498,0                                | 8553                                             | 114,1                                  | 7851                                              | 108,9                           |
| Slovaquie                          | 5388,1                                | 8657                                             | 160,7                                  | 10461                                             | 82,8                            |
| Slovénie                           | 2000,8                                | 1301                                             | 65,0                                   | 1116                                              | 116,6                           |
| Suède                              | 9078,2                                | 7175                                             | 79,0                                   | 6756                                              | 106,2                           |
| Suisse                             | 7454,8                                | 5888                                             | 79,0                                   | 6741                                              | 87,3                            |
| République tchèque                 | 10189,0                               | 18912                                            | 185,6                                  | 18936                                             | 99,9                            |
| Ukraine                            | 46557,4                               | 165408                                           | 355,3                                  | 159966                                            | 103,4                           |
| R.-U. – Angl. et p. de Galles      | 53728,8                               | 77982                                            | 145,1                                  | 80649                                             | 96,7                            |
| R.-U. – Irlande du Nord            | 1741,6                                | 1502                                             | 86,2                                   | 1506                                              | 99,7                            |
| R.-U. – Écosse                     | 5116,9                                | 7192                                             | 140,6                                  | 6394                                              | 112,5                           |
| Moyenne                            |                                       |                                                  | 147,4                                  |                                                   | 100,1                           |
| Médiane                            |                                       |                                                  | 114,1                                  |                                                   | 98,7                            |
| Minimum                            |                                       |                                                  | 39,9                                   |                                                   | 24,2                            |
| Maximum                            |                                       |                                                  | 608,6                                  |                                                   | 168,0                           |

Malgré une densité carcérale de 100,1 %, la surpopulation carcérale est un fléau pour l'Europe, elle n'est pas l’apanage des pays de l’Est. Elle touche plus particulièrement le Royaume-Uni, où les prévenus sont entassés dans les commissariats transformés en pseudo maison d'arrêt, la France (117,7 % chiffre de 2007) et l'Espagne (140 %).

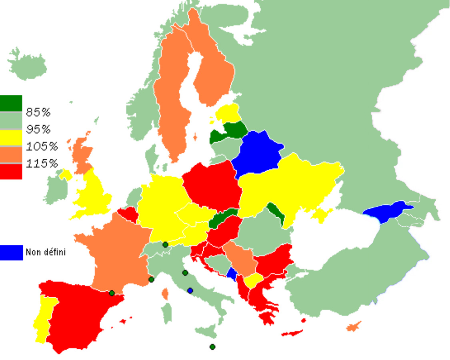
Surpopulation carcérale en Europe

### Surpopulation carcérale en Europe
En 2000, en Europe, seuls trois États ne comptaient aucune prison surpeuplée : l’Autriche, la Macédoine et la Slovaquie. Dans sept pays de l’Europe (la Suède, la Croatie, le Danemark, la Finlande, la Slovénie, la Norvège et les Pays-Bas), le surpeuplement carcéral touche moins de 25 % des établissements.
En Irlande, en France, en Lettonie, en Belgique, en Angleterre et au Pays de Galles, en Italie et en Espagne, plus de 50 % des prisons sont surpeuplées. On trouve des taux records (plus de 80 %) pour la Hongrie, le Portugal, la Bulgarie, la Roumanie et l’Estonie. Le surpeuplement affecte de nombreux détenus : plus de 80 % en Estonie, en Bulgarie, en Roumanie, au Portugal et en Hongrie. En France, 63 % des détenus sont concernés.

### Les causes de la surpopulation carcérale
Trois éléments expliquent l’augmentation de la densité carcérale : la banalisation de la détention provisoire, le maintien des condamnés en maison d’arrêt avant leur transfert et, surtout, l’augmentation de la durée des peines prononcées. L’inflation carcérale (mesurée par la hausse du taux de détention dans un pays pour 100 000 habitants), en effet, pour les mêmes raisons d’augmentation du nombre de détenus et d’allongement des peines, progresse en Europe. Elle est passée de 138 détenus pour 100 000 habitants en 2003 à 148,8 détenus pour 100 000 habitants en 2006, un chiffre cependant sans commune mesure avec celui des États-Unis qui était, en 2003, de 715 détenus pour 100 000 habitants.
Les normes d’hygiène en pâtissent. L’accès aux douches est moins fréquent. Les risques d’épidémie sont multipliés par la promiscuité. Les délais d’attente pour aller chez le médecin ou pour suivre une formation s’allongent. 
Cette inflation a une autre conséquence dramatique : elle entraîne un blocage des activités en prison. Les détenus, trop nombreux, sont confinés dans leur cellule, car il n’y a pas suffisamment de personnel pour s’occuper d’eux. C'est pourquoi, le 28 février 2008, à Bruxelles, la première manifestation européenne des personnels pénitentiaires fut organisée.
Face à cela, deux solutions : augmenter le nombre des prisons ou des places en prison, ou chercher des alternatives à l’incarcération. Sur ce thème, les gouvernements européens ont mené ces dernières années des politiques différentes. 
L’Allemagne a décidé une baisse sans précédent du nombre de ses détenus et n’a pas connu de recrudescence de la criminalité. La France et le Royaume-Uni ont préféré construire de nouvelles prisons plus modernes pour remplacer les établissements vétustes. La prison de Grasse devait remplacer celle de Nice, Fleury-Mérogis celle de la Santé. Aujourd’hui tous ces établissements sont pleins.
D’autres idées ont été mises en place avec plus ou moins de bonheur. Un temps, les Pays-Bas ont instauré un numerus clausus : une fois le nombre de places disponibles atteint, le juge doit décider de la sortie d’un détenu avant d’en condamner un nouveau. Ce dispositif, jugé trop rigide, a été abandonné, mais les magistrats néerlandais restent attentifs à ne pas trop dépasser le nombre de places disponibles et, en septembre 2006, la densité carcérale aux Pays-Bas atteignait 93 %.
En Finlande, la population carcérale diminue depuis les années 1980, les magistrats ayant décidé d’avoir moins recours à l’incarcération et, pour les petits délits, d’administrer des peines de substitution à la prison, comme le travail d’intérêt général, le bracelet électronique, la mise à l’épreuve…
En Italie ou en Espagne, certains délits, liés à la toxicomanie par exemple, ont été dépénalisés. La loi interdit toujours l’achat et la vente de substances illicites, mais le consommateur de drogue n’encourt plus la prison. À la place, il se voit imposer une amende et/ou une obligation de soins. 
L'Italie est le pays où la densité carcérale a le plus diminué (130 % en 2003 à 87 % en 2006). Elle a choisi de « vider ses prisons » afin de rénover celles-ci, souvent montrées pour leur vétusté.

### Taux de hausse ou de baisse des taux de population pénitentiaire entre 2005 et 2006[4]
| Hausse de plus de 5 % | Entre –5 % et +5 %            | Baisse de plus de 5 %       |
| --------------------- | ----------------------------- | --------------------------- |
| Arménie 115,1         | Grèce 5,0                     | Pays-Bas -6,7               |
| Géorgie 50,9          | Azerbaïdjan 4,2               | Ukraine -6,8                |
| Espagne 2,6           | Slovaquie -6,9                |                             |
| Slovénie 14,7         | Angleterre-Pays de Galles 1,7 | Moldova -7,9                |
| Malte 14,5            | Lituanie 1,6                  | Lettonie -9,0               |
| Chypre 12,1           | Suède 1,0                     | Danemark -9,3               |
| Albanie 12,1          | Norvège 0,8                   | BH : Republika Srpska -11,6 |
| Irlande du Nord 11,2  | Bulgarie 0,7                  | Italie -36,1                |
| Monaco 10,5           | Allemagne 0,0                 |                             |
| Serbie 10,0           | France -0,3                   |                             |
| Luxembourg 7,4        | République tchèque -0,4       |                             |
| Pologne 7,3           | Liechtenstein -0,9            |                             |
| Croatie 7,2           | Autriche -1,3                 |                             |
| Belgique 6,6          | Islande -1,6                  |                             |
| Russie 5,5            | Estonie -1,8                  |                             |
| R.-U. – Écosse 5,4    | Portugal -2,4                 |                             |
|                       | Saint-Marin -3,1              |                             |
|                       | Finlande -3,3                 |                             |
|                       | Suisse -4,2                   |                             |
|                       | « ERY de Macédoine » -4,5     |                             |
|                       | Hongrie -4,5                  |                             |
|                       | Roumanie -4,8                 |                             |

### Neuf millions de prisonniers et surpeuplement général dans le monde
En 2004, 8 974 998 personnes sont privées de liberté dans le monde. Seuls huit pays sur 209 (la Guinée équatoriale, la Guinée et la Somalie en Afrique, le Bhoutan, l’Irak, le Laos et la Corée du Nord ainsi que Nauru et Palau en Océanie) ne sont pas comptabilisés. Arrivent en tête les États-Unis avec plus de deux millions de détenus, la Chine avec 1,5 million de prisonniers et la Russie avec plus de 800 000 détenus.
Dans 112 pays (sur 159), le taux de densité carcérale est supérieur à 100 % en 2004. Les premiers de ce classement sont la Barbade (un État des Petites Antilles - 302 %), le Cameroun (296 %) et le Bangladesh (288 %) ; Mayotte et la Polynésie française figurent dans ce classement avec des taux de densité carcérale respectifs de 250 % et 195 %. La Grèce, l'Espagne et la Hongrie sont les premiers pays européens du classement avec une densité carcérale moyenne de 168 %, 140 % et 137 %.

## Documentation
- Conseil de l'Europe - Dernier rapport du SPACE